# Vaejovis davidi
Espèce
Vaejovis davidi est une espèce de scorpions de la famille des Vaejovidae.

## Distribution
Cette espèce est endémique du Puebla au Mexique. Elle se rencontre vers Cuetzala del Progreso.

## Description
Les femelles mesurent de 44,8 à 45,6 mm,.

## Étymologie
Cette espèce est nommée en l'honneur de William David Sissom.

## Publication originale
- Soleglad & Fet, 2005 : « A new scorpion genus (Scorpiones: Vaejovidae) from Mexico. » Euscorpius, no 24, p. 1-13 (texte intégral).